# أنجيلا بينيت
أنجيلا بينيت (بالإنجليزية: Angela Bennett)‏ هي سيدة أعمال أسترالية، ولدت في 1945.